# Pantxineta
La pantxineta (del basca pantxineta) és una darreria típica del País Basc. Consisteix en un congret elaborat amb una massa de pasta fullada amb ametlles i farciment de crema.
Va ser creada el 1915 per la pastisseria Otaegui de Sant Sebastià.
Es tracta d'un pastís o de pastissets que es prepara amb un una base de pasta fullada la qual és farcida amb crema pastissera feta amb llet sencera de vaca, ou, farina i sucre (generalment aromatitzada amb alguna branca de canyella i pela de llimona). Després es cobreix amb una altra capa de pasta fullada, segellant-ne l'interior, es pinta amb ou i s'empolvora generosament amb ametlla per a després enfornar-lo. Es recomana de menjar-lo tebi. Els seus ingredients principals són farina, mantega, ou, sucre i llet.